# Carlton (Wharfedale)
Carlton – civil parish w Anglii, w West Yorkshire, w dystrykcie metropolitalnym Leeds. W 2011 civil parish liczyła 171 mieszkańców.